# Edipo (cantante)
Edipo o Fausto Lama, pseudonimo di Fausto Zanardelli (Gavardo, 21 novembre 1978), è un cantautore italiano, divenuto noto come cantante del duo musicale Coma_Cose.

## Biografia
Inizia la sua carriera artistica negli anni '90 nel duo hip-hop Gleastilisti. Dopo aver lavorato come fonico, pubblica il disco Hanno ragione i topi nel 2010 per la Foolica Records. Il disco è scritto, arrangiato, registrato e mixato interamente dallo stesso autore. All'inizio del 2012 la stessa etichetta produrrà anche il suo secondo disco, Bacio battaglia. Giorgio Zito recensisce positivamente l'album per il sito storiadellamusica.it, paragonandolo a Battiato.
Nel 2014 inizia una collaborazione con Dargen D'Amico e in particolare con la sua etichetta discografica Giada Mesi. Con questa etichetta pubblica nel 2014 Parchetti EP che prende ispirazione dal cantautorato italiano e soprattutto genovese, L'EP contiene infatti una cover di Bruno Lauzi: Ritornerai. Tra maggio e giugno escono Sarei molto più bello e Zeus, a luglio partecipa al Goa-Boa Festival e a dicembre dello stesso anno partecipa alla trasmissione Occupy Deejay condotta dai The Pills in onda su Deejay TV.

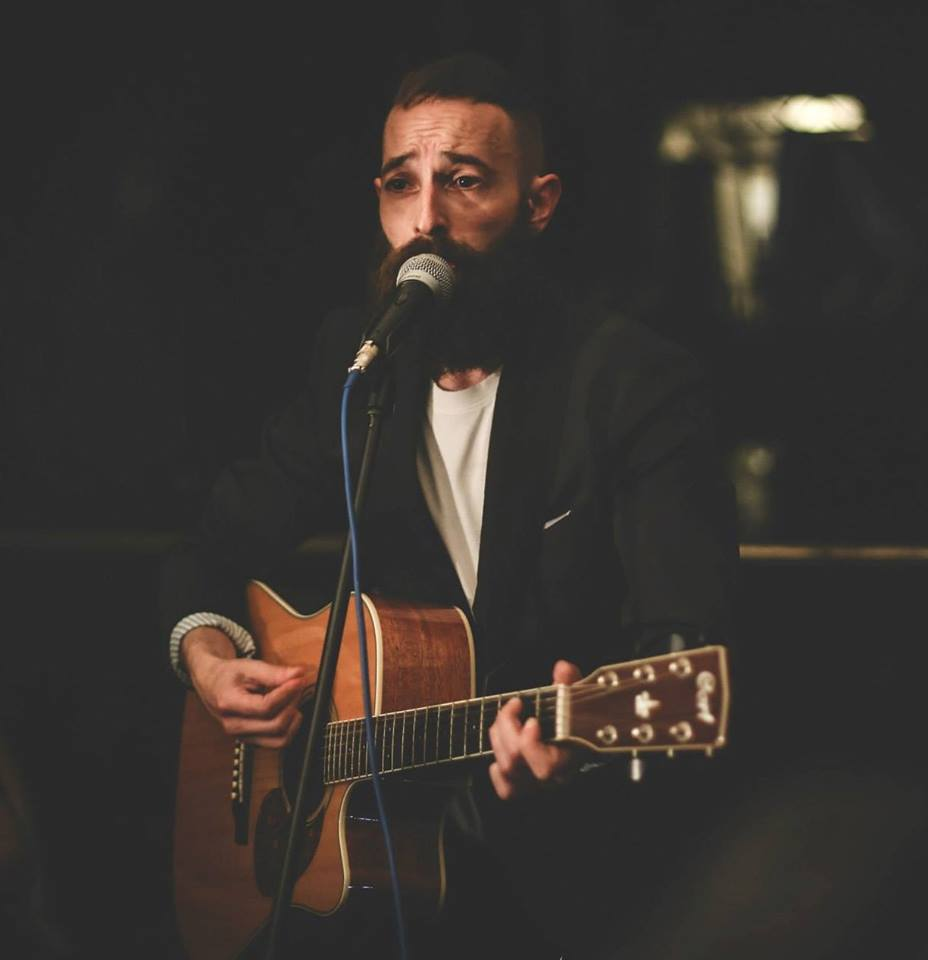
Edipo in concerto nel 2015

Preistorie di tutti i giorni, LP uscito il 31 marzo 2015, viene presentato ufficialmente lo stesso giorno durante la sua esibizione in apertura al concerto di Caparezza (Museica tour II  - the Exibition) presso il Forum di Assago di Milano. Questo terzo album viene prodotto dalla Universal Music, sempre con la supervisione artistica di Dargen D'Amico. Tra le collaborazioni dell'artista ci sono quelle in Subito tutto realizzata con Yendry Fiorentino e quelle con Dargen D'Amico. Alla pubblicazione dell'album, è seguita una serie di concerti a livello nazionale.
Nel 2016 il cantautore si allontana dalla discografia, iniziando a lavorare come commesso in un negozio di pelletteria di Milano, dove conosce Francesca Mesiano, anch'essa impiegata nel negozio. Dopo il licenziamento, Mesiano ha convinto Zanardelli a riprendere la carriera musicale, iniziando a incidere alcuni brani assieme. Nel 2017 il duo entra a far parte dell'etichetta discografica indipendente Asian Fake con il nome di Coma_Cose, prenendo gli pseudonimi Fausto Lama per Zanardelli e California per Mesiano. Al 2025 il duo ha pubblicato tre album in studio e partecipato tre volte al Festival di Sanremo con i brani Fiamme negli occhi  (2021), L'addio (2023) e Cuoricini (2025).

## Vita privata
Il 3 ottobre 2024 è convolato a nozze con Francesca Mesiano, compagna del duo Coma_Cose.

## Discografia

### Da solista

#### Album in studio
- 2010 –  Hanno ragione i topi
- 2012 – Bacio battaglia
- 2015 – Preistorie di tutti i giorni

#### EP
- 2014 – Parchetti EP

#### Singoli
- 2011 – I baristi stagionali
- 2012 – Tu non capisci un pazzo
- 2012 – Adolescenza K.O. (feat. Dargen D'Amico)

### Con i Coma_Cose
- 2019 – Hype Aura
- 2021 – Nostralgia
- 2022 – Un meraviglioso modo di salvarsi
- 2025 – Vita fusa